# Fidan Aliti
Fidan Aliti (Binningen, 3 oktober 1993) is een Kosovaars-Zwitsers-Albanees voetballer. De verdediger speelt sinds 2023 voor Alanyaspor.

## Jeugd
Aliti werd als kind van Kosovaarse ouders geboren in Zwitserland. Hij beschikt over zowel een Kosovaars, Albanees als een Zwitsers paspoort.

## Clubs

### Zwitserland
Aliti begon met voetballen bij Concordia Basel. Daarna speelde hij in Zwitserland voor Old Boys en FC Luzern.

### Sheriff Tiraspol
Op 31 augustus 2015 maakte hij de overstap naar FC Sheriff Tiraspol uit Moldavië. Hij debuteerde op 2 oktober 2015 voor de club tijdens de uitwedstrijd tegen FC Saxan.
Met Sheriff wordt Aliti kampioen in 2016 en 2017. Ook kroont de club zich in 2016 tot bekerwinnaar.

### Slaven Belupo
Op 31 augustus 2016 maakte Aliti de overstap naar Slaven Belupo uit Kroatië. Ook hier bleef hij maar één seizoen.

### Skënderbeu Korçë
Aliti streek vervolgens neer bij Skënderbeu Korçë in Albanië. Hij tekende op 31 augustus 2017 een contract voor drie jaar. De verdediger debuteert op 6 september 2017 tijdens de met 8-0 gewonnen bekerwedstrijd tegen KF Adriatiku Mamurrasi. Op 18 september volgt zijn competitiedebuut tegen KS Kamza (1-1).
Als speler van Skënderbeu wint Aliti in 2018 de Albanese Superliga, de beker en de supercup.

### Kalmar FF
Aliti wordt op 3 februari 2019 gepresenteerd als nieuwe aanwinst van Kalmar FF. Hij tekent een vierjarig contact bij de Zweedse club.

### FC Zürich
Vanwege privéomstandigheden vertrekt Aliti in zijn tweede seizoen bij Kalmar FF. Hij wordt in eerste instantie verhuurd aan FC Zürich, om vervolgens definitief naar Zwitserland te vertrekken.

## Clubstatistieken
| Seizoen | Club             | Land                 | Competitie         | Competitie | Competitie | Competitie | Beker | Beker | Beker | Internationaal | Internationaal | Internationaal | Totaal | Totaal | Totaal |
| Seizoen | Club             | Land                 | Competitie         | Wed.       | Dlp.       | Ass.       | Wed.  | Dlp.  | Ass.  | Wed.           | Dlp.           | Ass.           | Wed.   | Dlp.   | Ass.   |
| ------- | ---------------- | -------------------- | ------------------ | ---------- | ---------- | ---------- | ----- | ----- | ----- | -------------- | -------------- | -------------- | ------ | ------ | ------ |
| 2010/11 | BSC Old Boys     | Vlag van Zwitserland | 1. Liga            | 7          | 0          | 0          | 0     | 0     | 0     | —              | —              | —              | 7      | 0      | 0      |
| 2011/12 | BSC Old Boys     | Vlag van Zwitserland | 1. Liga            | 21         | 0          | 0          | 0     | 0     | 0     | —              | —              | —              | 21     | 0      | 0      |
| 2012/13 | BSC Old Boys     | Vlag van Zwitserland | 1. Liga            | 27         | 2          | 0          | 0     | 0     | 0     | —              | —              | —              | 27     | 2      | 0      |
| 2013/14 | BSC Old Boys     | Vlag van Zwitserland | 1. Liga            | 0          | 0          | 0          | 1     | 0     | 0     | —              | —              | —              | 1      | 0      | 0      |
| 2013/14 | FC Luzern U21    | Vlag van Zwitserland | 1. Liga Gr. 2      | 12         | 2          | 1          | —     | —     | —     | —              | —              | —              | 12     | 2      | 1      |
| 2014/15 | FC Luzern U21    | Vlag van Zwitserland | 1. Liga Gr. 2      | 6          | 0          | 0          | —     | —     | —     | —              | —              | —              | 6      | 0      | 0      |
| 2013/14 | FC Luzern        | Vlag van Zwitserland | Super League       | 8          | 0          | 0          | 0     | 0     | 0     | —              | —              | —              | 8      | 0      | 0      |
| 2014/15 | FC Luzern        | Vlag van Zwitserland | Super League       | 10         | 0          | 0          | 0     | 0     | 0     | —              | —              | —              | 10     | 0      | 0      |
| 2015/16 | Sheriff Tiraspol | Vlag van Moldavië    | Divizia Nationala  | 9          | 0          | 0          | 0     | 0     | 0     | —              | —              | —              | 9      | 0      | 0      |
| 2016/17 | Sheriff Tiraspol | Vlag van Moldavië    | Divizia Nationala  | 1          | 0          | 0          | 0     | 0     | 0     | 1              | 0              | 0              | 2      | 0      | 0      |
| 2016/17 | Slaven Belupo    | Vlag van Kroatië     | 1.HNL              | 22         | 0          | 0          | 2     | 0     | 0     | —              | —              | —              | 24     | 0      | 0      |
| 2017/18 | KF Skënderbeu    | Vlag van Albanië     | Abissnet Superiore | 30         | 1          | 0          | 5     | 0     | 0     | 6              | 0              | 0              | 41     | 1      | 0      |
| 2018/19 | KF Skënderbeu    | Vlag van Albanië     | Abissnet Superiore | 19         | 0          | 0          | 1     | 1     | 0     | —              | —              | —              | 20     | 1      | 0      |
| 2019    | Kalmar FF        | Vlag van Zweden      | Allsvenskan        | 29         | 3          | 4          | 0     | 0     | 0     | —              | —              | —              | 29     | 3      | 4      |
| 2020    | Kalmar FF        | Vlag van Zweden      | Allsvenskan        | 20         | 2          | 3          | 4     | 1     | 0     | —              | —              | —              | 24     | 3      | 3      |
| 2020/21 | → FC Zürich      | Vlag van Zwitserland | Super League       | 32         | 1          | 0          | 0     | 0     | 0     | —              | —              | —              | 32     | 1      | 0      |
| 2021/22 | FC Zürich        | Vlag van Zwitserland | Super League       | 33         | 2          | 1          | 2     | 0     | 0     | —              | —              | —              | 35     | 2      | 1      |
| 2022/23 | FC Zürich        | Vlag van Zwitserland | Super League       | 29         | 0          | 3          | 2     | 0     | 1     | 10             | 0              | 1              | 41     | 0      | 5      |
| 2023/24 | Alanyaspor       | Vlag van Turkije     | Süper Lig          | 27         | 0          | 0          | 0     | 0     | 0     | —              | —              | —              | 27     | 0      | 0      |
| TOTAAL  | TOTAAL           | TOTAAL               | TOTAAL             | 342        | 13         | 12         | 17    | 2     | 1     | 17             | 0              | 1              | 376    | 15     | 14     |

Bijgewerkt op 29 maart 2024.

## Interlandcarrière
Aliti heeft interlands gespeeld voor zowel het nationale elftal van Albanië als voor Kosovo.

### Albanië
De verdediger kwam aanvankelijk uit voor Albanië. Op 20 mei 2014 werd hij opgeroepen voor de oefeninterlands tegen Roemenië, Hongarije en San Marino. Hij debuteerde in de wedstrijd tegen Roemenië.

### Kosovo
Aliti kwam tot twee interlands voor Albanië, daarna koos hij voor een interlandcarrière voor Kosovo. Hij debuteerde tijdens de WK-kwalificatiewedstrijd tegen Turkije.